# Bitwa pod Witebskiem
Bitwa pod Witebskiem – jesienią 1663 roku król Jan Kazimierz wyruszył na prawobrzeżną Ukrainę z silnymi oddziałami polskimi i litewskimi, które następnie wkroczyły w styczniu 1664 roku na teren Carstwa Rosyjskiego. Wczesną wiosną 1664 roku część wojsk Rzeczypospolitej pod dowództwem Michała Kazimierza Paca odłączyła się od głównych sił królewskich i ruszyła na północ, aby przeciwdziałać ruchom wojsk Iwana Chowańskiego, które operowały we wschodniej części Wielkiego Księstwa Litewskiego, zajmując Dubrownę, Orszę, Borysów, Tołoczyn, a następnie rozłożyły się w pobliżu Witebska w oczekiwaniu na żywność i uzupełnienia. W lutym Michał Kazimierz Pac pobił pod Briańskiem wojska moskiewskie Boratyńskiego, a następnie ruszył przeciwko wojskom moskiewskim, przesuwając swoje oddziały ze Staroduba do Mohylewa. Wojska moskiewskie zostały zaatakowane przez wojska Michała Kazimierza Paca i pokonane nad rzeką Łuczesą pod Witebskiem.
W konsekwencji porażki Iwan Chowański stracił dowództwo na rzecz Jurija Dołgorukowa.